# لیورت چپل (تگزاس)
لیورت چپل (به انگلیسی: Leverett's Chapel) یک منطقهٔ مسکونی در ایالات متحده آمریکا است که در شهرستان راسک، تگزاس واقع شده‌است.